# 普日布·色尔格楞
普日布·色尔格楞（？—）蒙古国人，蒙古国政治人物。

## 生平
普日布·色尔格楞是蒙古人民党党员。2016年7月，被国家大呼拉尔选为额尔登巴特内阁的食品农牧业和轻工业部部长。新政府成立后，重视食品营养与安全问题，提出了“安全食品，健康蒙古”的产业目标。2017年5月，率代表团一行10人到中国农业科学院农产品加工研究所访问。